# نوآ بک
نوآ تیموتی بک (انگلیسی: Noah Timothy Beck؛ زادهٔ ۴ مهٔ ۲۰۰۱) یک اثرگذار شبکه‌های اجتماعی اهل ایالات متحده آمریکا است. وی از سال ۲۰۲۰ میلادی تاکنون مشغول فعالیت بوده‌است.
او بیشتر به خاطر محتواهایی که در تیک‌تاک تولید می‌کند، شناخته می‌شود. نوآ بک سابقه بازی در تیم فوتبال خلبانان مرد اهل پورتلند، به عنوان هافبک در کارنامه دارد.